# 中国医师节
中国医师节是中华人民共和国于2016年设立的一个纪念日，时间为每年的8月19日。
中华人民共和国国家卫计委于2016年8月19日的全国卫生与健康大会上宣布设立此节日，2017年11月20日获国务院批准。据卫计委负责人表示，该节日“激励广大卫生与健康工作者大力弘扬‘敬佑生命、救死扶伤、甘于奉献、大爱无疆’的崇高精神，进一步推动全社会形成尊医重卫的良好氛围，加快推进健康中国战略深入实施”。
2021年8月20日，第十三届全国人民代表大会常务委员会第三十次会议通过《中华人民共和国医师法》，该法第五条载明“每年8月19日为中国医师节”。